# Fédération uruguayenne de rugby à XV
La Fédération uruguayenne de rugby à XV (officiellement en espagnol : Unión de Rugby del Uruguay) est l'instance qui régit l'organisation du rugby à XV en Uruguay.

## Historique

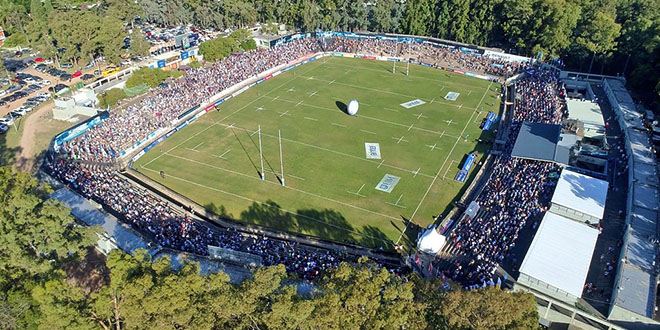
L'Estadio Charrúa accueille le siège social de la fédération depuis 2012.

Le 31 janvier 1951, soit quelques mois après l'organisation de la première édition du championnat d'Uruguay, l'Unión de Rugby del Uruguay est fondée. Son premier président est Carlos Cat (es), contributeur du développement du rugby uruguayen ayant participé à la mise en place du championnat. Alors que la première édition de cette compétition nationale réunit quatre clubs, la création de la fédération permet de voir de nouvelles équipes se rassembler sous la bannière de cette dernière.
Le 14 octobre 1988, elle est l'une des cinq fédérations nationales à l'initiative de la création de la Confederación Sudamericana de Rugby, organisme régissant le rugby sur le continent sud-américain.
Elle devient ensuite en 1989 membre de l'International Rugby Board, organisme international du rugby à XV. Cette même année, la fédération créé le tournoi d'Uruguay de rugby à sept, officiellement dénommé Punta Del Este Sevens. Il se développe progressivement, jusqu'à intégrer l'édition inaugurale des World Sevens Series.
Elle intègre en 1990 la Fédération internationale de rugby amateur, jusqu'en 1999, date à laquelle cette dernière réduit son périmètre d'action au continent européen.
Après sa candidature présentée le 12 avril 2010, la fédération de rugby est affiliée en 2011 au sein du Comité olympique uruguayen,.
Le 27 décembre 2012, l'Unión de Rugby del Uruguay et l'Asociación Uruguaya de Fútbol signent conjointement un accord de crédit-bail leur permettant de disposer des installations du stade Charrúa de Montevideo. La fédération de rugby décide alors d'y installer son siège social, ainsi qu'un centre de formation de haute performance destiné à accueillir les jeunes joueurs uruguayens dès les catégories de moins de 16 et 17 ans,,. Le bail initial est ensuite reconduit par les deux fédérations sportives nationales jusqu'en 2038.
Parmi les tournois internationaux organisés par la fédération, celle de la Coupe des nations est confiée par World Rugby à partir de 2017, en récompense de son organisation concluante de l'Americas Pacific Challenge.

## Identité visuelle
La fédération change de logo en novembre 2014, en prévision de la Coupe du monde de rugby 2015 ; il conserve le vanneau téro en tant qu'emblème symbolique.

Évolution du logo
Ancien logo abandonné en novembre 2014.
Logo instauré en novembre 2014.

## Présidents
Les personnes suivantes se succèdent au poste de président de la fédération :
- 1951-1957 : Carlos Cat (es)
- 1957-1962 : Jorge Jiménez de Aréchaga
- 1962-1963 : Eduardo Crispo Ayala
- 1963-1971 : Gordon Adams
- 1971-1973 : Ernesto Llovet
- 1973-1975 : Nigel Davies
- 1975-1977 : Domingo Tricánico
- 1978-1983 : Ernesto Llovet
- 1984-1987 : Andrés Pollak
- 1987-1989 : Eduardo Fynn Larriera
- 1990-1997 : Atilio Rienzi
- 1998 : Pedro Bordaberry, Richard van Rompaey, Jorge Villa
- 1999-2001 : Andrés Sanguinetti
- 2002-2003 : Atilio Rienzi
- 2004-2005 : Antonio Vizintín
- 2006-2007 : Pablo Ferrari
- 2008-2011 : Gustavo Zerbino
- 2012-2014 : Marcello Calandra
- 2014-2018 : Sebastián Piñeyrua
- depuis 2018 : Pablo Ferrari